# Petru Dumitriu
Petru Dumitriu (n. 8 mai 1924, Baziaș, județul Caraș – d. 6 aprilie 2002, Metz, Franța) a fost un scriitor român. A scris numeroase romane, nuvele, dar și piese de teatru, eseuri și articole de critică literară. În anii 1950 a făcut parte din elitele regimului comunist și era un scriitor de succes. La începutul anilor 1960 a emigrat totuși în Occident, unde a continuat să scrie, în timp ce operele lui erau interzise în România. S-a putut întoarce în țară în anii 1990, iar opere ale lui scrise înainte și după emigrare au fost republicate, respectiv publicate.

## Biografie

### În România

București, intrarea Rigas nr. 29 C

Tatăl lui Petru Dumitriu, Petre Dumitriu, era român, fiul unui dulgher originar din Vădastra, județul Olt. A devenit ofițer al armatei române, cariera sa ajungând până la gradul de colonel.
Mama scriitorului, născută Theresa von Debretzy, descindea dintr-o familie scăpătată din mica nobilime maghiară din Secuime, de la Sfântu Gheorghe. Tatăl ei era maistru în construcții. Fiica lui a beneficiat de o educație foarte bună, cunoscând franceza și germana pe lângă limba ei maternă, maghiara. Tânără adultă fiind, a devenit moașă. L-a cunoscut și l-a îngrijit pe Petre Dumitriu rănit în campania din 1919 a armatei române împotriva Republicii Sovietice Ungaria. Petre Dumitriu era căpitan de grăniceri când s-au căsătorit și s-au stabilit la Orșova, unde ofițerul avea o casă și aparținea de garnizoana locală. La început s-au înțeles în franceză, apoi Theresa a învățat foarte bine românește. Ea a primit ca zestre o mică vie la Baziaș, pe frontiera cu Serbia, unde și-au construit o casă. Acolo s-a născut, în 1924, viitorul scriitor, dar a fost botezat, în religia ortodoxă, abia în 1931.
Căpitanul a fost transferat pentru scurt timp la Turtucaia, în Cadrilater. Familia era acolo în 1926, când s-a născut sora lui Petru Dumitriu, Lila. Mai târziu, scriitorul va evoca acea perioadă în partea a 11-a, intitulată Salata, din al doilea volum al romanului său fluviu Cronică de familie (1955-1957). Părinții săi figurează acolo cu numele lor reale. Lucian Pintilie va urma fidel acea parte din roman pentru a scrie scenariul filmului O vară de neuitat (1994), păstrând și el numele părinților lui Petru Dumitriu.
Petru a fost crescut în primii ani de Henriette Vicenzia Bielussici din Orșova, elvețiancă prin naștere, franțuzoaică după mamă. Între 1931 și 1935, viitorul scriitor a urmat școala primară și un an de liceu la Orșova. În 1935, tatăl lui a fost mutat de la grăniceri la infanterie, în garnizoana Târgu Jiu, ca sancțiune pentru faptul că a refuzat să ordone împușcarea unor țărani sârbi care lucrau în grădina lui de la Baziaș, și care erau bănuiți de acțiuni ilegale. În partea de roman Salata, este vorba de niște țărani bulgari ținuți ostatici, pe care căpitanul Dumitriu refuză să-i execute fără ordin scris. De aceea este sancționat numai cu transfer.
Petru Dumitriu a absolvit liceul la Târgu-Jiu. Ca elev a obținut premiul I pe țară la olimpiada de limba română. După bacalaureat și-a început studiile superioare la Facultatea de Filosofie a Universității din București, unde i-a fost profesor și Nae Ionescu. După anul I, le-a continuat la Universitatea din München, cu o bursă „Humboldt”. Acolo, unul din profesorii lui a fost Kurt Huber, condamnat la moarte și executat în 1943 pentru acte de rezistență împotriva regimului nazist. După actul de la 23 august 1944 și-a întrerupt studiile și s-a întors în țară. Debutase deja în literatură în 1943, cu proza scurtă Nocturnă la München, despre prima iubire, publicată în Revista Fundațiilor Regale, și a început o carieră de jurnalist la ziarul Fapta al lui Mircea Damian.
În 1945, pe când avea numai 21 de ani, un juriu prestigios, în care se aflau Tudor Vianu, Felix Aderca, Pompiliu Constantinescu, Victor Eftimiu și Henriette Yvonne Stahl, i-a conferit Premiul de debut pentru cea mai bună nuvelă în manuscris a anului, întitulată Argonautica sau fabuloasa aventură. Henriette Yvonne Stahl a devenit amanta și mentorul lui literar, deși era cu 24 de ani mai în vârstă decât el. Primul volum al lui Dumitriu, Euridice. Opt proze, a apărut în 1947.
În 1948, autoritățile comuniste l-au arestat pe tatăl său, din cauza calității sale de fost ofițer, în timp ce mama lui nu avea niciun venit, iar sora lui era exclusă de la studii. Împins de ambiția de a deveni cineva, ca și pentru a-și ajuta familia, Petru Dumitriu a căutat favorurile regimului. Tatăl lui a fost eliberat în 1949 și, în același an, scriitorul a devenit redactor la revista Flacăra, iar în 1950, membru al Uniunii Scriitorilor. În 1951 s-a remarcat cu romanul Drum fără pulbere, în 1953 cu nuvela Bijuterii de familie, iar în 1954 cu romanul Pasărea furtunii.
A ocupat funcții importante. În 1953 a devenit redactorul șef al revistei Viața românească. A fost și membru al consiliului de conducere al Uniunii Scriitorilor, și director al Editurii de Stat pentru literatură și artă, cea mai importantă din țară, între 1955 et 1959. Era un favorit al regimului, făcând parte, de exemplu, dintre partenerii de tenis ai lui Gheorghe Gheorghiu-Dej, conducătorul de fapt al țării, și ai lui Ion Gheorghe Maurer, ministrul afacerilor externe în acea vreme. A primit de mai multe ori Premiul de Stat al Republicii Populare Române, cel mai important din epocă, avea dreptul de a călători și în Occident, iar veniturile sale erau de patru ori mai mari decât cele ale unui muncitor.
Scriitorul s-a căsătorit abia în 1955 cu Henriette Yvonne Stahl, a cărei situație era dificilă din cauza originii sale. Această căsătorie a fost numai un ajutor prietenesc din partea lui Dumitriu, pentru ca scriitoarea să fie măcar fosta soție a unui cadru important al regimului, de aceea au divorțat numai după o săptămână. În același an, Dumitriu s-a căsătorit cu Irina Medrea, fiica sculptorului Cornel Medrea, și i s-a născut primul copil, o fetiță.
După moartea lui Iosif Vissarionovici Stalin (1953), începuse o perioadă de foarte relativă liberalizare a regimului comunist, numită destalinizare, ceea ce a făcut posibil ca Dumitriu să poată publica opera sa cea mai vastă (2000 de pagini) și mai importantă, romanul Cronică de familie, în trei volume (1955-1957). Acesta a avut un succes răsunător, fiind tradus și publicat și în Franța.
După înfrângerea Revoluției ungare din 1956 și retragerea trupelor sovietice din România, în 1958, regimul a devenit din nou mai opresiv. Petru Dumitriu a început să fie criticat în presă sub diverse pretexte ideologice. Securitatea a început să se intereseze de el. În 1959 și-a pierdut postul de director de editură și a ajuns membru al Consiliului Superior al Editurilor de pe lângă Ministerul Învățământului și Culturii, o funcție neremunerată. Era cu atât mai prost văzut de către putere, cu cât lucra la Colecție de biografii, autobiografii și memorii contemporane, o continuare a Cronicii de familie având ca personaje și personalități comuniste, din care publica deja fragmente în reviste. Manuscrisul avea 1800 de pagini și ajungea cronologic până în 1954, dar apariția cărții a fost interzisă.

### În emigrație
În 1960, scriitorul a putut călători împreună cu soția în Germania de Est, și au trecut în Berlinul de Vest, ducând cu ei notele Colecției.... Părinții și sora lui, sora tatălui său, cumnata lui și Henriette Yvonne Stahl au fost arestați, iar fetița lui de câteva luni, lăsată la fosta doică a soției sale, a fost plasată într-un orfelinat. Părinții lui vor rămâne închiși timp de un an.
Dumitriu a cerut azil politic în Franța, dar nu l-a primit, căci, din cauză că fusese un om al regimului comunist, unii intelectuali români emigrați, precum Monica Lovinescu și Mircea Eliade au intervenit în acest sens. S-a stabilit în Germania, la Frankfurt pe Main, devenind cetățean german, și a lucrat la o editură, dar a început să publice în Franța. Își scria operele mai întâi în română, apoi le traducea el însuși în franceză. Prima sa operă scrisă în emigrație a fost Rendez-vous au jugement dernier (Ne întâlnim la judecata de apoi), apărută în 1961, în care se inspira, între altele, din evenimentele care au dus la emigrarea sa. În același an s-a născut a doua fiică a lui. În 1962 a publicat romanul Incognito, pe baza notelor Colecției..., care a avut o primire favorabilă. Atunci i s-a oferit cetățenia franceză, dar a refuzat-o. După câțiva ani a luat totuși și această cetățenie.
Între timp, în România, Henriette Yvonne Stahl a fost eliberată mai devreme decât părinții scriitorului, deoarece a acceptat să scrie un articol împotriva lui Dumitriu, în care afirma că ea a scris de fapt Cronică de familie. După ce și familia lui Dumitriu a fost eliberată, tatăl și sora lui au primit domiciliu forțat. Cumnata lui a cerut să fie tutoarea nepoțelei sale, dar în zadar.
În 1964, scriitorului i-a apărut scrierea autobiografică L’Extrême Occident (Extremul Occident), în care își exprima decepția cauzată de Occident și sentimentul de dezrădăcinare. Și-a pierdut slujba la editură, ceea ce a contribuit la adâncirea crizei psihice de care suferea. În același an, cumnata lui a fost lăsată să-i aducă fiica mai mare, după ce el a cerut aceasta într-o scrisoare deschisă în ziarul Le Monde, și după ce Ion Gheorghe Maurer, devenit prim ministru, a făcut o vizită oficială la Paris. În acea perioadă, scriitorul își întreținea familia mai ales datorită unor contracte temporare în domeniul publicității.
În 1966, cu romanul Les Initiés (Inițiații), s-a detașat de temele legate de România. În 1968-1969 a publicat o trilogie istorică: L’Homme aux yeux gris (Omul cu ochi suri), recompensat cu Premiul vikingilor, Retour à Milo (Întoarcerea la Milo) și Le beau voyage (Frumoasa călătorie). În 1969 i-a mai apărut și romanul Le Repos ou l’Asie intérieure (Odihna sau Asia interioară), sub pseudonimul Pierre Travel.
În 1970, Dumitriu a suferit o nouă criză, o depresie cauzată de sentimentul dezrădăcinării și al eșecului, cărțile sale neavând o audiență mulțumitoare, și nu a mai publicat până în 1978. Începând cu 1971, Ernst Teves, un prieten german cunoscut încă din liceu, a fost cel care i-a asigurat o rentă lunară până la sfârșitul vieții scriitorului. Acesta s-a întors către religia ortodoxă ca să-și rezolve problemele psihice, și a început să scrie lucrări în acest spirit, de exemplu Au Dieu inconnu (Lui Dumnezeu cel necunoscut) (1978).
În 1980 a încercat să se întoarcă în România cu anumite condiții, precum asigurarea libertății de creație și posibilitatea de a călători în străinătate, dar cererea i-a fost refuzată.
În 1981 s-a convertit la catolicism. În același an s-a stabilit la Bonn, unde a primit o slujbă la Ministerul Poștelor, munca lui constând în a rezuma acte normative destinate angajaților poștelor. A continuat să publice eseuri cu subiect religios, primind în 1982 Premiul scriitorilor credincioși, pentru Zéro ou le point de départ (Zero sau punctul plecării), dar scrierile lui nu aveau succes de public.
În 1986, soția l-a părăsit, iar fiicele lui, adulte, trăiau deja departe de el. În 1988 a renunțat la toate bunurile lui materiale, inclusiv biblioteca, și a închiriat o cameră în apropierea Bonnului, la Bad Godesberg. În acea perioadă a cunoscut-o pe Françoise Mohr, cu 20 de ani mai tânără decât el, profesoară de filosofie la Metz, în Franța. Între ei a început o relație de dragoste și, în 1989, Petru Dumitriu s-a mutat la ea.
În 1990, în România au început să apară scrieri despre el în reviste literare și să se publice opere ale sale, dintre cele dinaintea emigrării, de pildă Cronică de familie, și traduceri dintre cele scrise în exil, de exemplu Incognito. În 1994 a fost prezentat filmul lui Lucian Pintilie, O vară de neuitat.
Scriitorul s-a întors în România numai în 1996, invitat de președintele de atunci, Ion Iliescu. Cu câteva excepții, mediul cultural românesc l-a primit cu răceală. Ion Iliescu l-a numit ambasador itinerant al culturii române, cu indemnizația corespunzătoare, dar, președintele nemaifiind reales în acel an, acest titlu i-a fost retras. În schimb a fost ales membru de onoare din străinătate al Academiei Române. Totuși, deși a cerut Serviciului Român de Informații să se transfere Academiei numeroasele sale manuscrise confiscate în 1960 de către Securitate, numai puține dintre ele au fost primite de Academie. Nu și-a reprimit nici cetățenia română.
A murit în 2002 la Metz, unde este și înmormântat. Nu și-a mai văzut publicată ultima carte, Non credo, oro (Nu cred, mă rog), o vastă operă nonficțională, filosofică.
În 2004 i s-au republicat în trei volume operele cele mai importante, adăugându-li-se multe inedite.

## Priviri asupra operei
Talentul lui Petru Dumitriu a fost remarcat încă din 1943, când i-a apărut prima scriere. Aderând la puterea comunistă, în prima jumătate a anilor 1950 a scris opere în spiritul realismului socialist, dar talentul său era vizibil și în acestea. Mai târziu, mulți nu l-au iertat pentru romane ca Pasărea furtunii și mai ales Drum fără pulbere, în care a ridicat în slăvi Canalul Dunăre-Marea Neagră, deși acesta era construit prin munca forțată a unor deținuți politici. În anii 1990 au apărut două volume de întrevederi cu scriitorul: Convorbiri cu Petru Dumitriu, de Eugen Simion și Pactul cu diavolul: șase zile cu Petru Dumitriu, de George Pruteanu. În acestea, Dumitriu se recunoștea vinovat de complicitate cu puterea comunistă. În primul din aceste volume a mărturisit că scrierea acelor cărți a fost „păcatul vieții [sale]”, pe care l-a plătit cu 33 de ani de exil, cu nefericire, rușine, și cu reproșul victimelor. În al doilea, George Pruteanu relata că Dumitriu îi spusese cu lacrimi în ochi că îi vine să-și taie mâna cu care a scris Drum fără pulbere. Autorii acestor cărți au fost binevoitori cu el, ca și Edgar Reichmann, în Le Monde, cu ocazia morții sale. După părerea lui, căința scriitorului era sinceră. Mulți scriitori români nu au fost de această părere. De pildă, după istoricul și criticul literar Nicolae Manolescu, Petru Dumitriu și-a rescris trecutul cu același orgoliu cu care a scris altădată romanul Drum fără pulbere, și nu poate fi deloc considerat sincer, dimpotrivă, mărturisirile sale pot fi calificate fie ca o simulare a sincerității, fie ca minciuni sfruntate.
Cronică de familie nu mai face decât unele concesii orientării oficiale de până la apariția sa. Acest roman este construit cu o metodă narativă originală, astfel încât părțile sale pot fi citite și ca nuvele autonome, printre care sunt unele, precum partea a 11-a (Salata), care își păstrează valoarea și în secolul al XXI-lea. Trilogia prezintă tabloul societății românești de-a lungul a 200 de ani, în care figurează peste 400 de personaje. George Pruteanu, referindu-se la forța epică a acestei creații, o considera o capodoperă, unul din cele mai bune trei romane românești din toate timpurile, comparabil cu cele ale lui Honoré de Balzac.
În primele romane scrise în emigrație, ca Ne întâlnim la judecata de apoi, Petru Dumitriu face „descrierea clinică [...] a conformismului gregar care împinge individul către nebunia totalitară”. În aceste romane, „nu numai țintește nedreptățile sociale și politice ale sistemului de care a profitat și din care a evadat, ci și proiectează luminile analizei asupra naturii spirituale a comunismului, a răului său intrinsec, a naturii sale nefaste”.
Numai romanul Incognito (1962) a avut un succes asemănător cu al Conicii de familie. Pierre-Henri Simon l-a comparat în Le Monde cu Doctor Jivago al lui Boris Pasternak, remarcând și el geniul epic al scriitorului. Tot în Le Monde, Edgar Reichmann a scris de asemenea o critică elogioasă a acestui roman. Incognito exprimă în plus singurătatea individului în exil, dar pentru scriitor acesta este un statut care îl îmbogățește pe plan spiritual, ducând la o trezire la sine, la cunoaștere, la „un fel de religie în care omul este ultimul adevăr, ultima speranță”. Editura Seuil a propus acest roman pentru Premiul Academiei Franceze, dar aceasta nu l-a selecționat, deoarece nu fusese scris direct în franceză, deși autorul însuși îl transpusese în această limbă.
Omul cu ochi suri îl evocă de asemenea pe autor prin personajul său care rătăcește prin Europa secolului al XVI-lea, căutându-și un loc în lume fără să-l găsească.
Deja în anii 1950 s-au realizat filme pe baza unor opere ale lui Petru Dumitriu. A scris el însuși scenariile a două dintre ele: În sat la noi (1949), bazat pe nuvela Nopțile din iunie, și Pasărea furtunii (1957), după romanul omonim. Un al treilea film a fost realizat cu un scenariu scris de alți scriitori pe baza nuvelei sale Bijuterii de familie, prezentat în 1958. Filmul cel mai important este O vară de neuitat, menționat mai sus.

## Principalele opere

### Înainte de emigrație, scrise în română
- Nocturnă la München, 1943 (proză scurtă)[3]
- Preludiu la Electra, 1945 (piesă de teatru)
- Argonautica sau fabuloasa aventură, 1945 (nuvelă)
- Euridice. Opt proze, 1947 (proze scurte)
- Bijuterii de familie, 1949 (nuvelă)
- Vânătoare de lupi, 1949 (nuvelă)
- Nopțile din iunie, 1949 (nuvelă)
- Drum fără pulbere, 1951 (roman)
- Nuvele, 1951
- Pasărea furtunii, 1954 (roman)
- Cronică de la câmpie, 1955 (povestiri)
- Cronică de familie, 1955-1957 (trilogie romanescă)
- La ora șase, 1956 (piesă scrisă împreună cu Sonia Filip)
- Noi și neobarbarii, 1957 (eseuri și articole)

### În exil, scrise în franceză și în germană
- Rendez-vous au jugement dernier (Ne întâlnim la judecata de apoi), 1961 (roman)[3]
- Incognito, 1962 (roman)
- L’Extrême Occident (Extremul Occident), 1964 (scriere autobiografică)
- Die Transmoderne. Zur Situation des Romans (Transmodernul. Despre situația romanului), 1965 (eseuri)
- Les Initiés (Inițiații), 1966 (roman)
- Le Sourire sarde (Zâmbetul sard), 1967 (roman)
- L’Homme aux yeux gris (Omul cu ochi suri), 1968 (roman)
- Retour à Milo, 1969 (Întoarcerea la Milo) (roman)
- Le beau voyage (Frumoasa călătorie), 1969 (roman)
- Le Repos ou l’Asie intérieure (Odihna sau Asia interioară), 1969 (roman, sub pseudonimul Pierre Travel)
- Au Dieu inconnu (Lui Dumnezeu cel necunoscut), 1979 (eseu)
- Zéro ou le point de départ (Zero sau punctul plecării), 1981 (eseuri)
- La Femme au miroir (Femeia cu oglindă), 1988 (roman)
- La Moisson (Secerișul), 1989 (roman)
- Les Amours singulières (Iubirile deosebite), 1990 (povestiri)

### După 1990, publicate în România

#### Antume
- Proprietatea și posesiunea, Cluj-Napoca, Dacia, 1991 (fragment din Colecția de biografii, autobiografii și memorii contemporane)
- Vârsta de Aur sau Dulceața vieții (Memoriile lui Totò Istrati), Cluj-Napoca, Biblioteca Apostrof, 1999 (fragment din Colecția...)

#### Postume
- Opere, vol. I-III, ediție de Ecaterina Țarălungă după un proiect al autorului, București, Editura Fundației Naționale pentru Știință și Artă și Univers Enciclopedic, 2004
- Non credo, oro, Iași, Polirom, 2014

## Opere traduse
Opere scrise de autor în română înainte de emigrare au fost traduse în câteva limbi: germană (în România și în Germania de Est), engleză (în România), bulgară, cehă, chineză, estoniană, maghiară (în România și în Ungaria), poloneză, rusă, sârbă (în România) și slovacă.
Romanul Cronică de familie a fost publicat în Franța înaintea emigrării autorului, tradus cu titlul Les Boyards (Boierii), în două volume: Bijoux de famille (Bijuterii de familie) (1956, 1959) și Les Plaisirs de la jeunesse (Plăcerile tinereții) (1959).
După emigrare, Cronică de familie a apărut și în germană (Germania de Vest), engleză (Marea Britanie și S.U.A.), spaniolă, italiană, olandeză și suedeză.
Dintre operele scrise în franceză au apărut în alte limbi:
- Rendez-vous au jugement dernier: în germană, engleză, spaniolă, indoneziană, olandeză și română;
- Incognito: în germană, engleză, daneză, spaniolă, română și suedeză;
- L’Extrême Occident: în germană și engleză;
- Le Sourire sarde: în germană, engleză și suedeză;
- L’Homme aux yeux gris: în germană, română și suedeză;
- Au Dieu inconnu : în engleză și italiană;
- Zéro ou le poin de départ: în română.

## Premii
- Premiul de Stat (1949, 1951, 1952, 1956, 1957)[3]
  - Premiul de Stat al Republicii Populare Române pentru lucrările de o deosebită valoare efectuate în anul 1949 în domeniul Literaturii, clasa II-a (8 martie 1951), „pentru nuvela «Nopțile din Iunie»”[16]
- Premiul vikingilor, pentru Omul cu ochi suri (1968)
- Premiul scriitorilor credincioși, pentru Zéro ou le poin de départ (1982)
- Premiul Charles Oulmont, pentru La Moisson și ansamblul operei (1990)[17]

## Distincții
- Medalia „A cincea aniversare a Republicii Populare Române” (24 decembrie 1952) „pentru lupta și munca duse în vederea făuririi, consolidării și prosperării Republicii Populare Române”[18]
- Ordinul Muncii clasa a II-a (9 iunie 1954) „pentru merite deosebite în domeniul creației literare”[19]
- Ordinul „Steaua Republicii Populare Romîne” clasa a III-a (12 august 1959) „pentru activitate rodnică în dezvoltarea științei și culturii din Republica Populară Romînă”[20]